# The Judas Kiss
The Judas Kiss è un singolo del gruppo musicale statunitense Metallica, pubblicato il 9 settembre 2008 come quarto estratto dal nono album in studio Death Magnetic.

## Tracce
Testi di James Hetfield, musiche di James Hetfield, Lars Ulrich, Kirk Hammett e Robert Trujillo.
1. The Judas Kiss – 8:02

## Formazione
Gruppo
- James Hetfield – chitarra, voce
- Lars Ulrich – batteria
- Kirk Hammett – chitarra
- Robert Trujillo – basso

Produzione
- Rick Rubin – produzione
- Greg Fidelman – missaggio, registrazione
- Andrew Scheps – missaggio
- Mike Gillies – registrazione aggiuntiva
- Dana Nielsen – montaggio digitale
- Dan Monti – montaggio digitale
- Kent Matcke – montaggio digitale
- DD Elrich – montaggio digitale
- Sara Lyn Killion – assistenza tecnica
- Joshua Smith – assistenza tecnica
- Adam Fuller – assistenza tecnica
- Jason Gossman – assistenza tecnica
- Jason Mott – assistenza tecnica
- Ted Jensen – mastering

## Classifiche
| Classifica (2008) | Posizione massima |
| ----------------- | ----------------- |
| Canada            | 71                |
| Finlandia         | 20                |
| Norvegia          | 13                |
| Regno Unito       | 79                |
| Stati Uniti       | 112               |
| Svezia            | 44                |